# Fantasy Ride
Fantasy Ride este cel de-al treilea album de studio al interpretei americane Ciara.
La începutul anului 2008, Ciara a început înregistrările pentru un nou material discografic de studio, ce urma să-i succeadă lui Ciara: The Evolution. Albumul se dorea a fi un proiect total diferit față de predecesoarele sale, respectiv, se dorea a fi un material inclus pe trei compact discuri. Artista a dezvăluit faptul că prin intermediul lui Fantasy Ride dorește „să-i ducă pe fani într-o călătorie muzicală”. Cu toate acestea, datorită unor schimbări în cadrul casei de discuri această idee a fost abandonată.
La începutul anului 2009 Ciara a lansat cântecul „Never Ever”, despre care s-a afimat faptul că este primul extras pe single al albumului. Înregistrarea compusă de Polow Da Don a fost apreciată într-un mod pozitiv de către critica de specialitate, însă a ocupat poziții mediocre în Billboard Hot 100. Lansarea la nivel internațional a fost anulată, singura prezență notabilă la nivel global fiind înregistrată în Suedia, unde a urcat până pe treapta cu numărul 25. Ulterior, artista a lansat cântecul „Love Sex Magic” atât în S.U.A. cât și la nivel mondial. Piesa, o colaborare cu Justin Timberlake, a devenit în scurt timp un succes la nivel global, intrând în top 10 în majoritatea listelor muzicale unde a activate. „Love Sex Magic” a primit un disc de aur în Noua Zeelandă, un disc de platină în Australia. și a obținut o nominalizare la premiile Grammy la categoria „Cea mai bună colaborare pop vocală”.
Fantasy Ride a fost lansat pe data de 3 mai 2009 în Regatul Unit și două zile mai târziu în Canada și Statele Unite ale Americii. Albumul a debutat pe locul 3 în Billboard 200, datorită celor peste 81.000 de exemplare comercializare în prima săptămână.
Următoarele extrase pe single au fost „Like a Surgeon” (pentru Statele Unite ale Americii) și „Work” (lansat în piețele muzicale internaționale).

## Ordinea pieselor pe disc
1. „Ciara to the Stage” 3:45
2. „Love Sex Magic” 3:40
3. „High Price” 4:02
4. „Turntables” 	4:31
5. „Like a Surgeon” 4:27
6. „Never Ever” 4:32
7. „Lover's Thing” 3:27
8. „Work” 4:05
9. „Pucker Up” 3:52
10. „G Is for Girl (A–Z)” 3:37
11. „Keep Dancin' On Me” 3:33
12. „Tell Me What Your Name Is” 3:38
13. „I Don't Remember” 3:47